# Нефедово (Красногорський район)
Нефе́дово (рос. Нефедово) — присілок в Красногорському районі Удмуртії, Росія.

## Населення
Населення — 13 осіб (2010; 22 в 2002).
Національний склад станом на 2002 рік:
- удмурти — 100 %